# Socket SP3
Socket SP3 es un zócalo de CPU de tipo LGA diseñado por AMD que soporta a sus procesadores de servidor Epyc basados en Zen y Zen 2, lanzado el 20 de junio de 2017. Como el zócalo tiene el mismo tamaño que sTR4 y sTRX4, los usuarios pueden usar disipadores de CPU diseñados para esos zócalos y el procesador Threadripper.
Es un zócalo de sistema en chip (SoC), por lo que la mayoría de las características necesarias para que el sistema sea totalmente funcional están completamente integradas en el procesador, lo que elimina la necesidad de colocar un chipset en una placa base. Las variantes para plataformas de escritorio requieren un chipset adicional para proporcionar una funcionalidad mejorada del sistema.

## Socket SP3r2
El Socket TR4, también conocido como Socket SP3r2, se utiliza para CPUs de escritorio de gama alta. Es físicamente idéntico al zócalo SP3. Un zócalo TR4 evita el uso de CPUs diseñados para el Socket SP3 con un pin de identificación.

## Socket SP3r3
El Socket sTRX4, también conocido como Socket SP3r3, es utilizado para el CPU de escritorio de gama alta de Ryzen Threadripper de tercera generación es físicamente idéntico al socket SP3 y es el sucesor del Socket TR4 (SP3r2).

## Socket SP3r4
El Socket sWRX8, también conocido como "Socket SP3r4" y utilizado por los procesadores de alta gama de segunda y tercera generación Ryzen Threadripper Pro (Ryzen Threadripper Pro 3000WX and Ryzen Threadripper Pro 5000WX), es físicamente idéntico al socket SP3 normal, con algunas conexiones reconfiguradas, y es el sucesor del socket sTRX4 (SP3r3).